# Melithaea

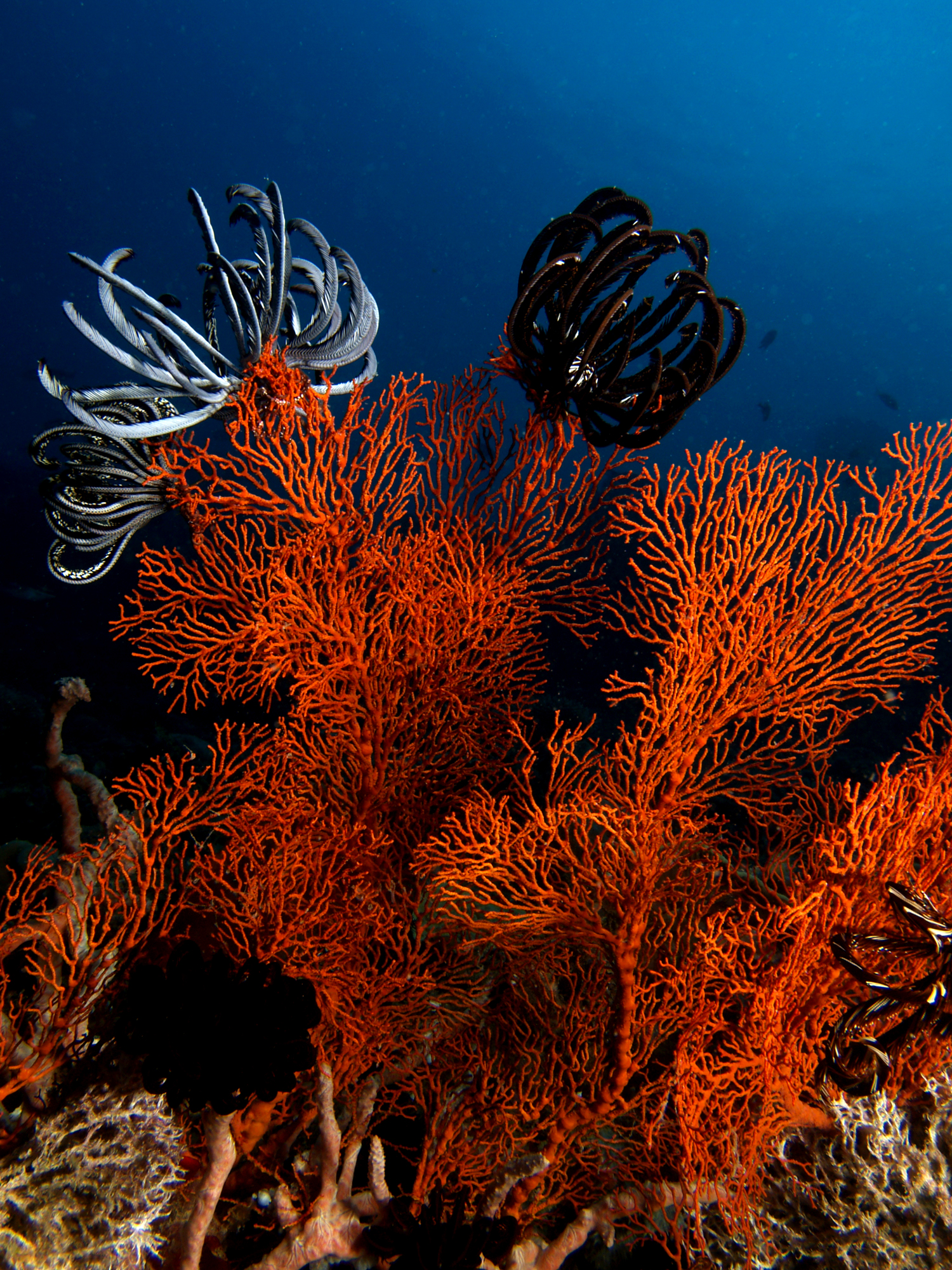
Melithaea sp. con crinoideos en Timor Este

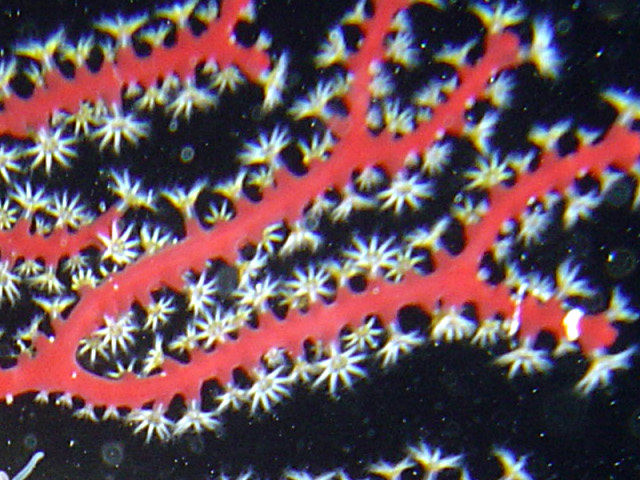
Detalle de pólipos de M. biserialis

Melithaea es un género de octocorales perteneciente a la familia Melithaeidae, del orden Alcyonacea.
Este género de gorgonias marinas está ampliamente distribuido por aguas tropicales de los océanos Índico y Pacífico.
Sus especies se caracterizan por tener nudos en las bifurcaciones de las ramas del esqueleto colonial. Estos nudos están compuestos de gorgonina y escleritas de calcita.

## Especies
El Registro Mundial de Especies Marinas acepta actualmente las siguientes especies vivientes en el género, habiendo absorbido Melithaea recientemente la práctica totalidad de especies de los géneros Acabaria, Clathraria, Melitodes, Mopsella y Wrightella, tras la realización de análisis filogenéticos moleculares en la familia Melithaeidae:
| - Melithaea acuta (Gray, 1870) - Melithaea africana (Kükenthal, 1908) - Melithaea akalyx (Kükenthal, 1908) - Melithaea albitincta (Ridley, 1884) - Melithaea amboinensis (Hentschel, 1903) - Melithaea andamanensis (van Ofwegen, 1987) - Melithaea arborea (Kükenthal, 1908) - Melithaea atrorubens (Gray, 1870) - Melithaea aurantia (Esper, 1798) - Melithaea australis (Gray, 1868) - Melithaea baladea (Grasshoff, 1999) - Melithaea bicolor (Nutting, 1908) - Melithaea biserialis (Kükenthal, 1908) - Melithaea boninensis Matsumoto & van Ofwegen, 2015 - Melithaea braueri (Kükenthal, 1919) - Melithaea caledonica Grasshoff, 1999 - Melithaea capensis (Studer, 1878) - Melithaea cinquemiglia (Grasshoff, 1999) - Melithaea clavigera (Ridley, 1884) - Melithaea coccinea (Ellis & Solander, 1786) - Melithaea contorta Dean, 1932 - Melithaea corymbosa (Kükenthal, 1908) - Melithaea davidi Samimi-Namin, Ofwegen & McFadden, 2016 - Melithaea delicata (Hickson, 1940) - Melithaea dichotoma (Linnaeus, 1758) - Melithaea divaricata (Gray, 1859) - Melithaea doederleini Matsumoto & van Ofwegen, 2015 - Melithaea dubia (Broch, 1916) - Melithaea ellisi (Hickson, 1937) - Melithaea elongata (Gray, 1859) - Melithaea erythraea (Ehrenberg, 1834) - Melithaea esperi (Wright & Studer, 1889) - Melithaea flabellata (Gray, 1870) - Melithaea flabellum (Thomson & Mackinnon, 1910) - Melithaea formosa (Nutting, 1911) - Melithaea fragilis (Wright & Studer, 1889) - Melithaea frondosa (Brundin, 1896) - Melithaea furcata (Thomson, 1916) - Melithaea gracilis (Gray, 1859) - Melithaea gracillima (Ridley, 1884) - Melithaea haddoni (Hickson, 1937) - Melithaea harbereri (Kükenthal, 1908) - Melithaea hendersoni Reijnen, McFadden, Hermanlimianto & van Ofwegen, 2014 - Melithaea hicksoni (Nutting, 1911) - Melithaea isonoi Matsumoto & van Ofwegen, 2015 - Melithaea japonica (Verrill, 1865) - Melithaea klunzingeri (Kükenthal, 1908) - Melithaea kuea (Grasshoff, 1999) - Melithaea laevis (Wright & Studer, 1889) - Melithaea linearis (Gray, 1870) - Melithaea mabahissi (Hickson, 1940) - Melithaea maldivensis (van Ofwegen, 1987) - Melithaea mcqueeni Reijnen, McFadden, Hermanlimianto & van Ofwegen, 2014 - Melithaea mertoni (Kükenthal, 1909) - Melithaea modesta (Kükenthal, 1908) - Melithaea moluccana (Kükenthal, 1896) - Melithaea mutsu (Minobe, 1929) - Melithaea nodosa (Wright & Studer, 1889) | - Melithaea nuttingi (Hickson, 1937) - Melithaea occidentalis Duchassaing, 1870 - Melithaea ochracea (Linnaeus, 1758) - Melithaea omanensis (van Ofwegen, 1987) - Melithaea ornata (Thomson & Simpson, 1909) - Melithaea ouvea (Grasshoff, 1999) - Melithaea oyeni Matsumoto & van Ofwegen, 2015 - Melithaea philippinensis (Wright & Studer, 1889) - Melithaea planiloca (Ridley, 1888) - Melithaea planoregularis (Kükenthal, 1909) - Melithaea pulchella (Thomson & Simpson, 1909) - Melithaea pulchra (Hickson, 1937) - Melithaea ramulosa (Kükenthal, 1909) - Melithaea retifera (Lamarck, 1816) - Melithaea robusta (Shann, 1912) - Melithaea roemeri (Kükenthal, 1908) - Melithaea rubeola (Wright & Studer, 1889) - Melithaea rubra (Esper, 1789) - Melithaea rubrinodis (Gray, 1859) - Melithaea rugosa (Wright & Studer, 1889) - Melithaea ryukyuensis Matsumoto & van Ofwegen, 2015 - Melithaea sagamiensis Matsumoto & van Ofwegen, 2015 - Melithaea sanguinea (Kükenthal, 1908) - Melithaea satsumaensis Matsumoto & van Ofwegen, 2015 - Melithaea serrata (Ridley, 1884) - Melithaea shanni Reijnen, McFadden, Hermanlimianto & van Ofwegen, 2014 - Melithaea sinaica (Grasshoff, 2000) - Melithaea singularis (Thomson, 1916) - Melithaea sinuata (Wright & Studer, 1889) - Melithaea spinosa (Kükenthal, 1878) - Melithaea splendens (Thomson & McQueen, 1908) - Melithaea spongiosa (Nutting, 1911) - Melithaea squamata (Nutting, 1911) - Melithaea squarrosa (Kükenthal, 1909) - Melithaea stiasnyi (van Ofwegen, 1989) - Melithaea stormii (Studer, 1895) - Melithaea studeri (Nutting, 1911) - Melithaea suensoni Matsumoto & van Ofwegen, 2015 - Melithaea superba (Kükenthal, 1919) - Melithaea tanseii Matsumoto & van Ofwegen, 2015 - Melithaea tenella (Dana, 1846) - Melithaea tenuis (Kükenthal, 1908) - Melithaea textiformis (Lamarck, 1815) - Melithaea thomsoni (Broch, 1916) - Melithaea thorpeae Reijnen, McFadden, Hermanlimianto & van Ofwegen, 2014 - Melithaea tokaraensis Matsumoto & van Ofwegen, 2015 - Melithaea tongaensis (Kükenthal, 1908) - Melithaea triangulata (Nutting, 1911) - Melithaea trilineata (Thomson, 1917) - Melithaea undulata (Kükenthal, 1908) - Melithaea valdiviae (Kükenthal, 1908) - Melithaea variabilis (Hickson, 1905) - Melithaea virgata (Verrill, 1846) - Melithaea wrighti Reijnen, McFadden, Hermanlimianto & van Ofwegen, 2014 - Melithaea zimmeri (Kükenthal, 1908) - Melithaea squamosa Nutting (nomen nudum) |

## Galería

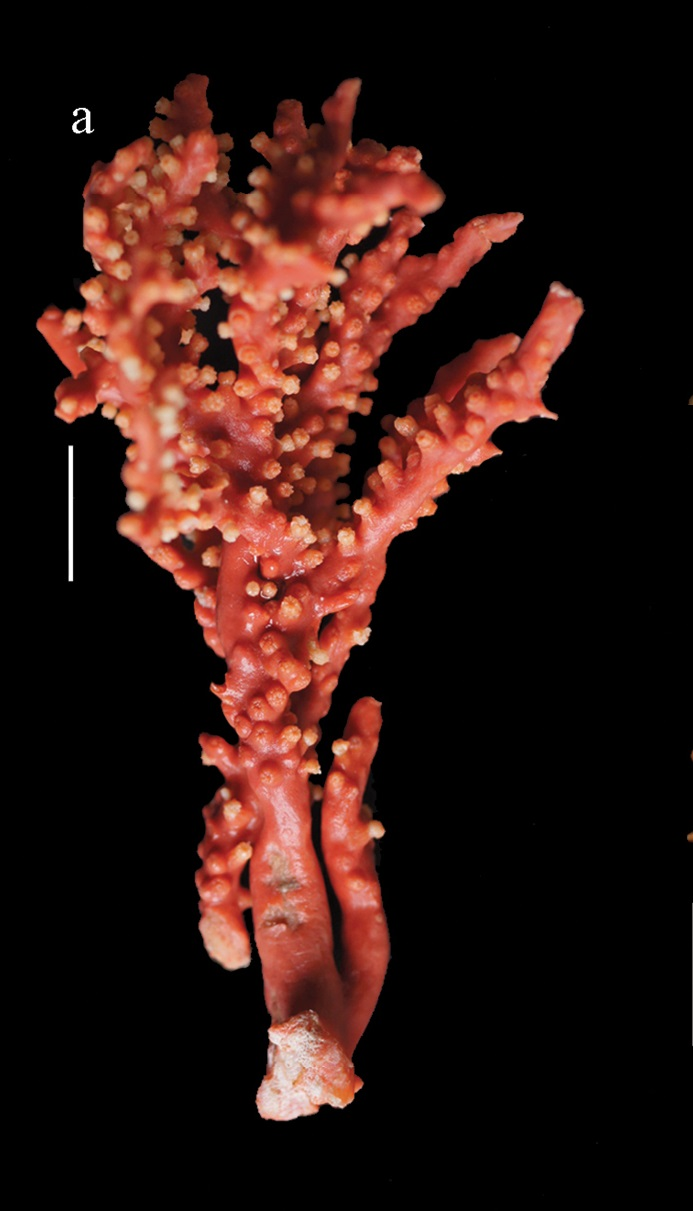
Melithaea arborea
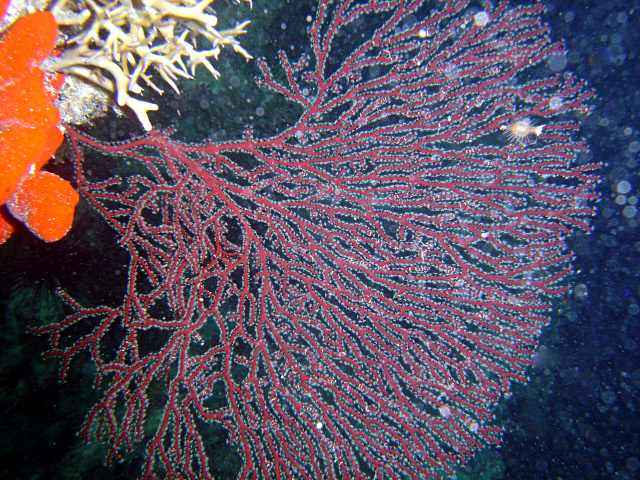
Melithaea biserialis
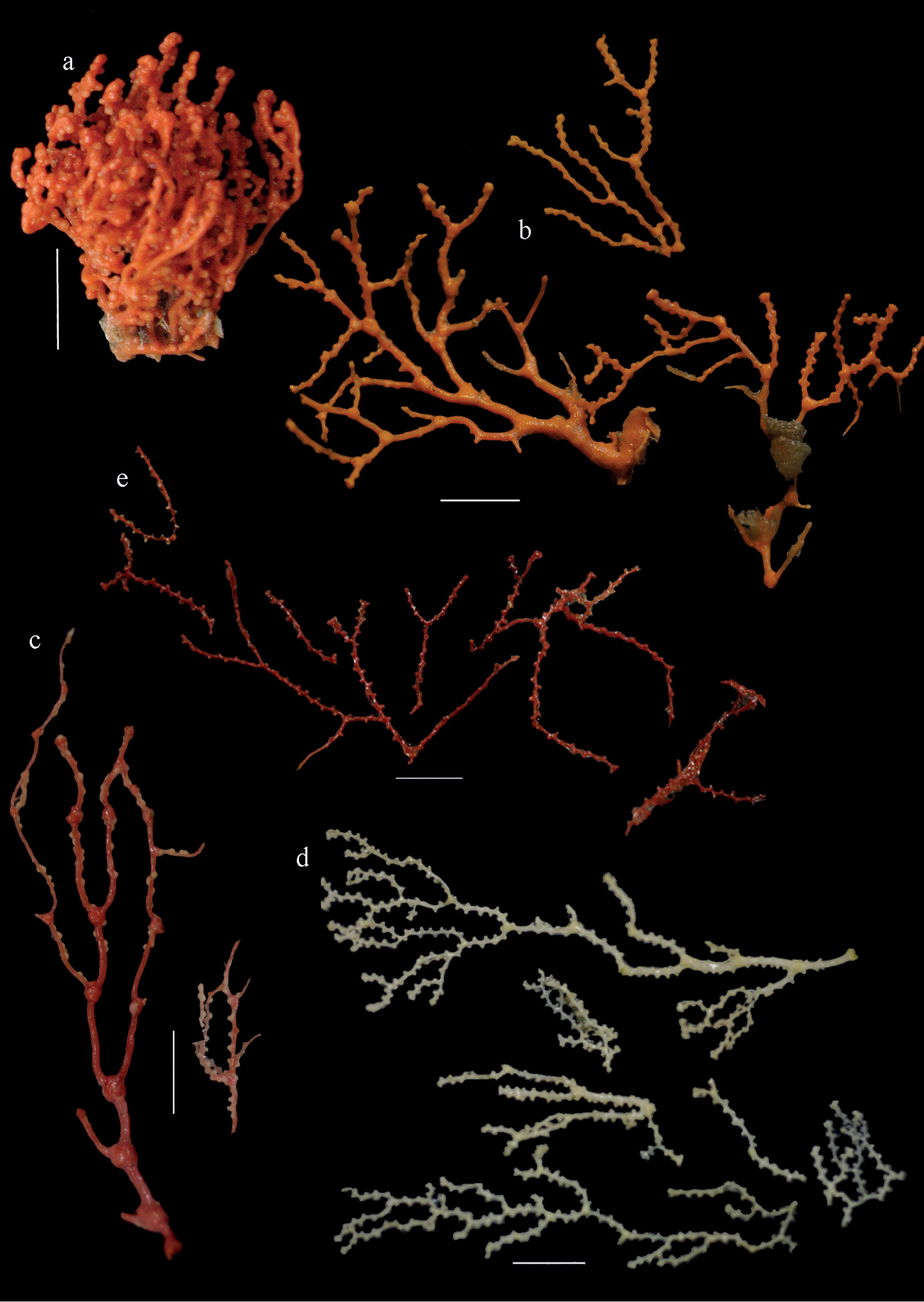
Melithaea corymbosa
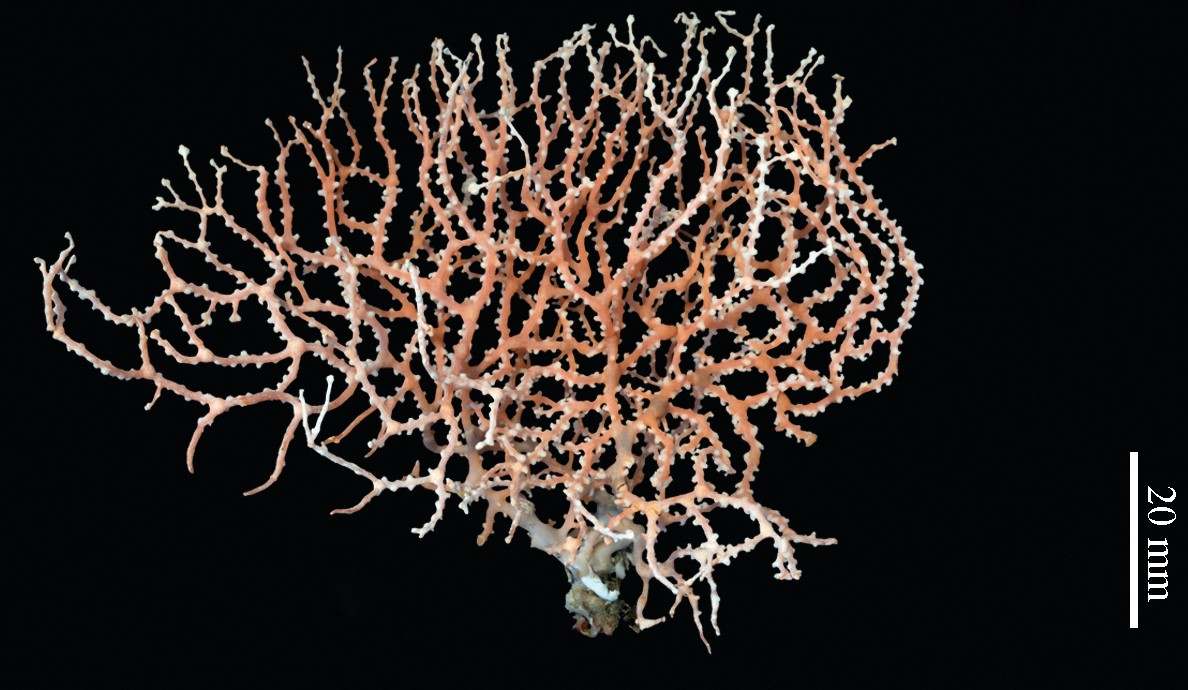
Melithaea davidi
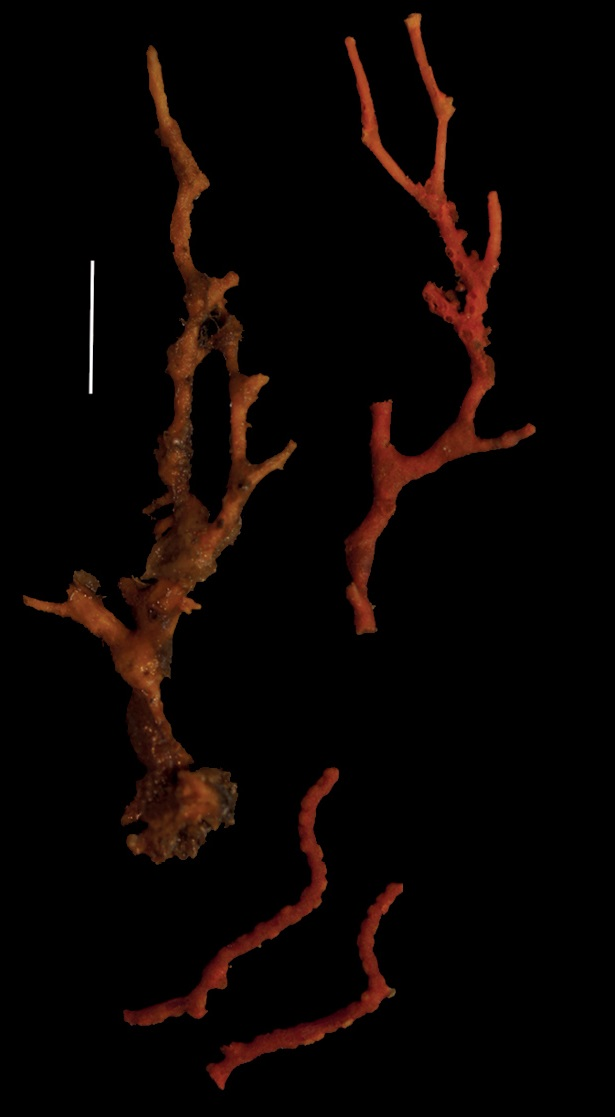
Melithaea doederleini
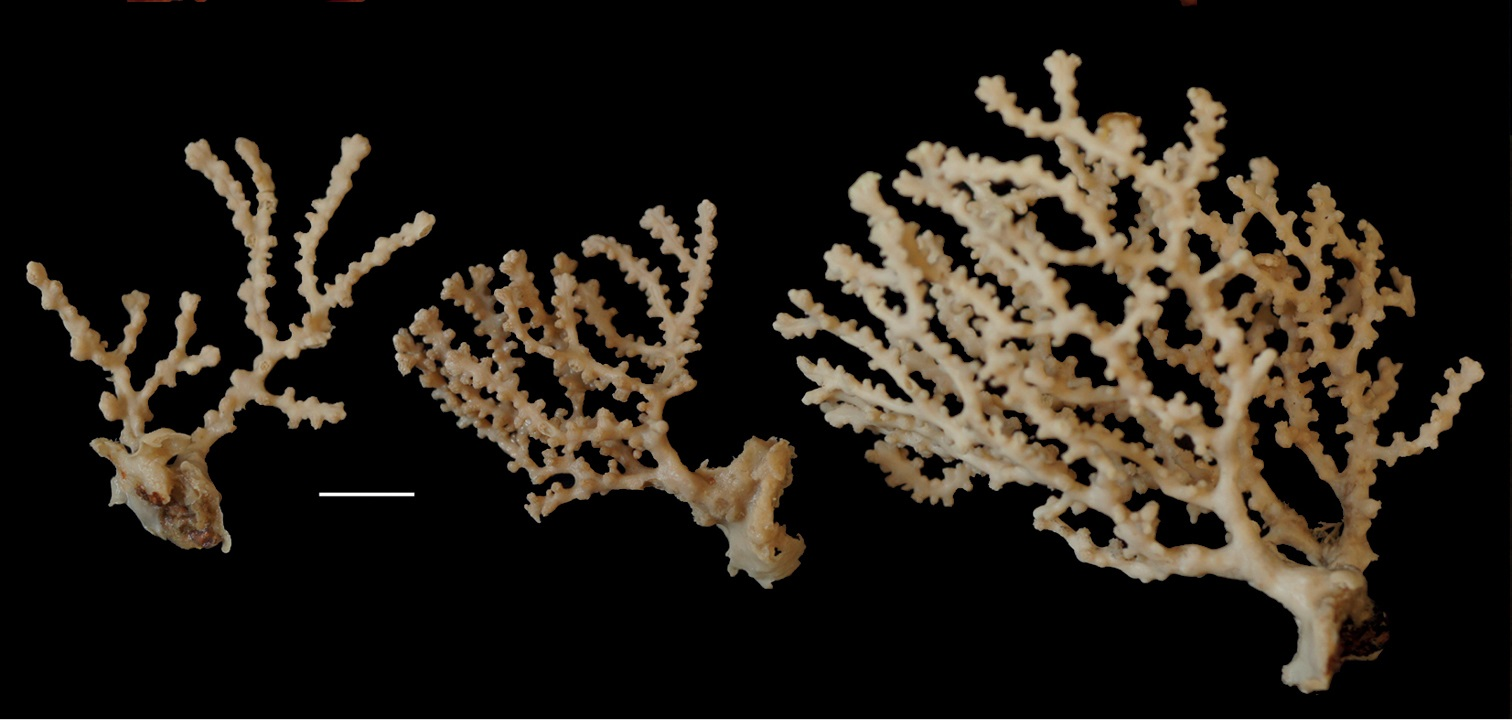
Melithaea frondosa
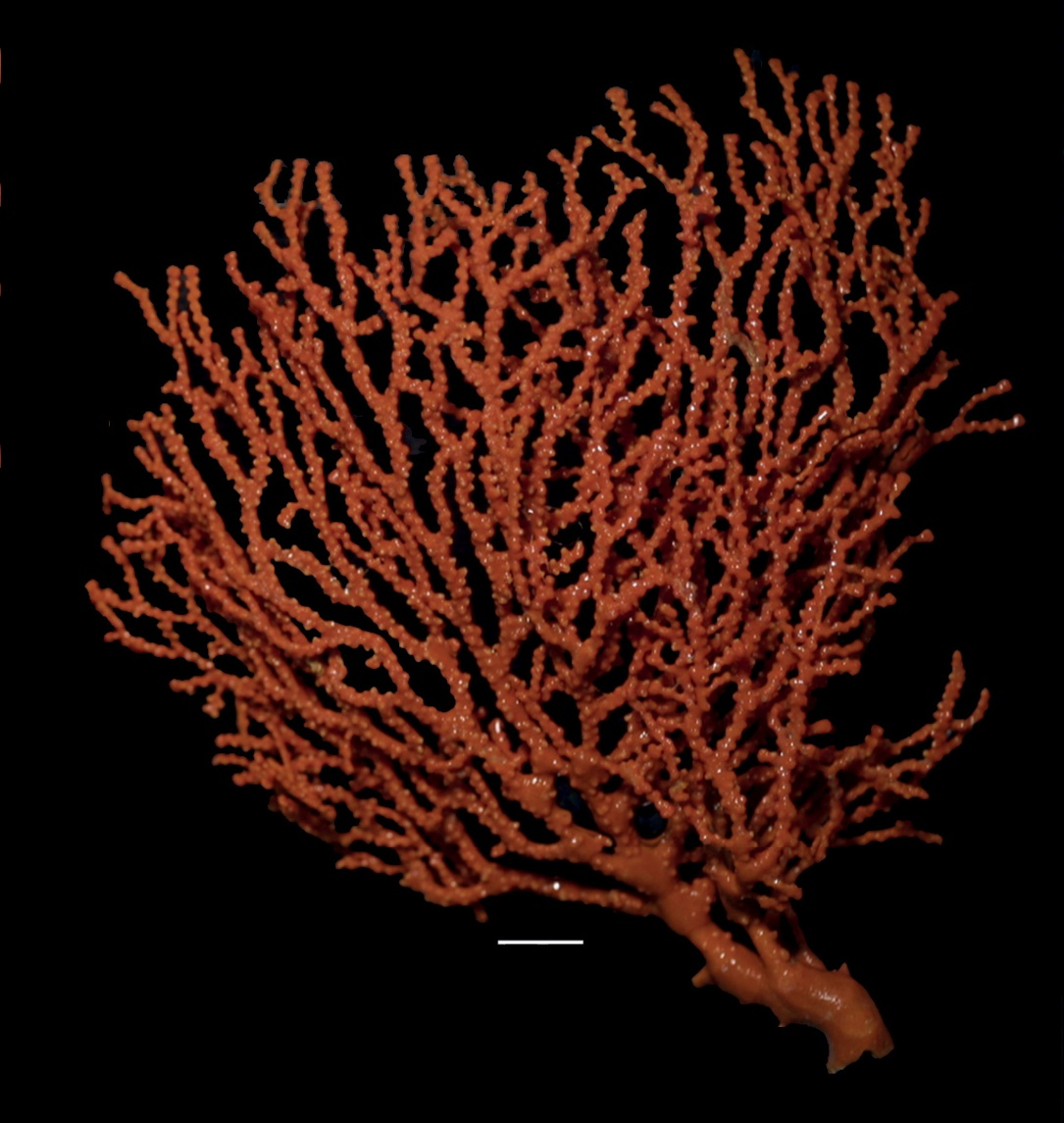
Melithaea isonoi
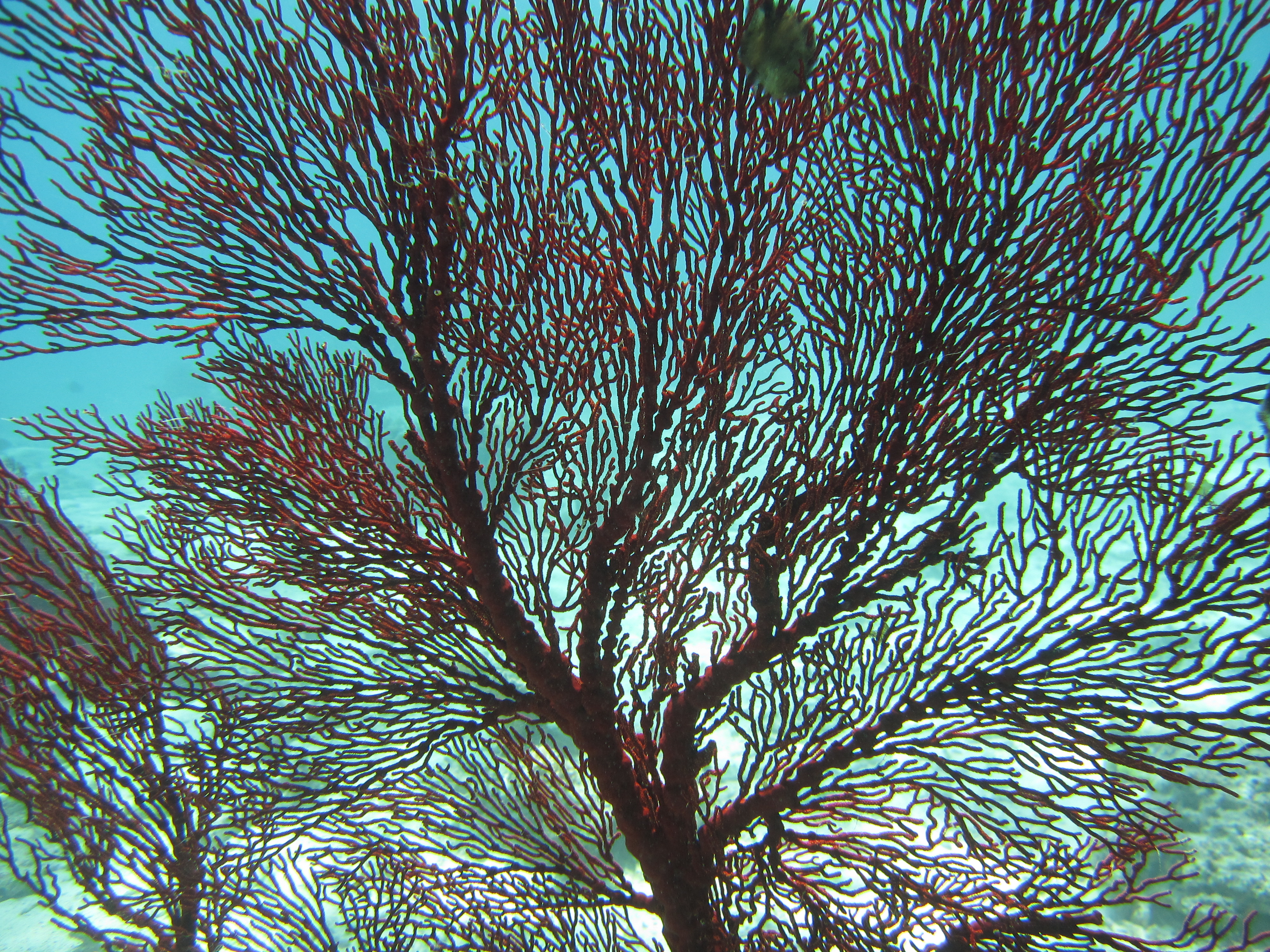
Melithaea japonica
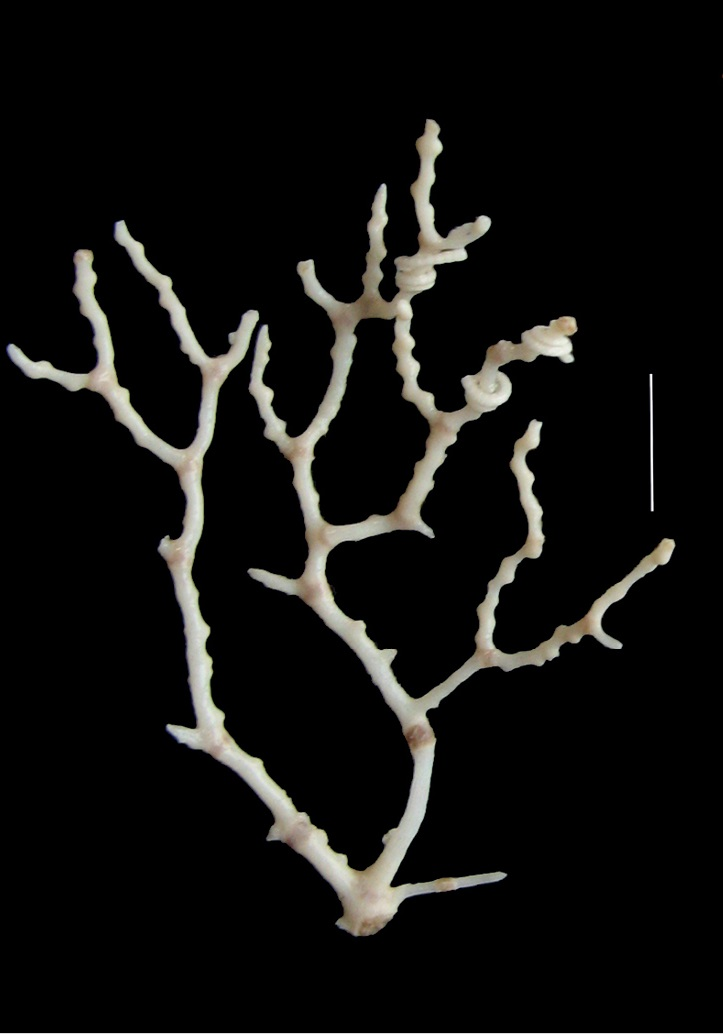
Melithaea modesta
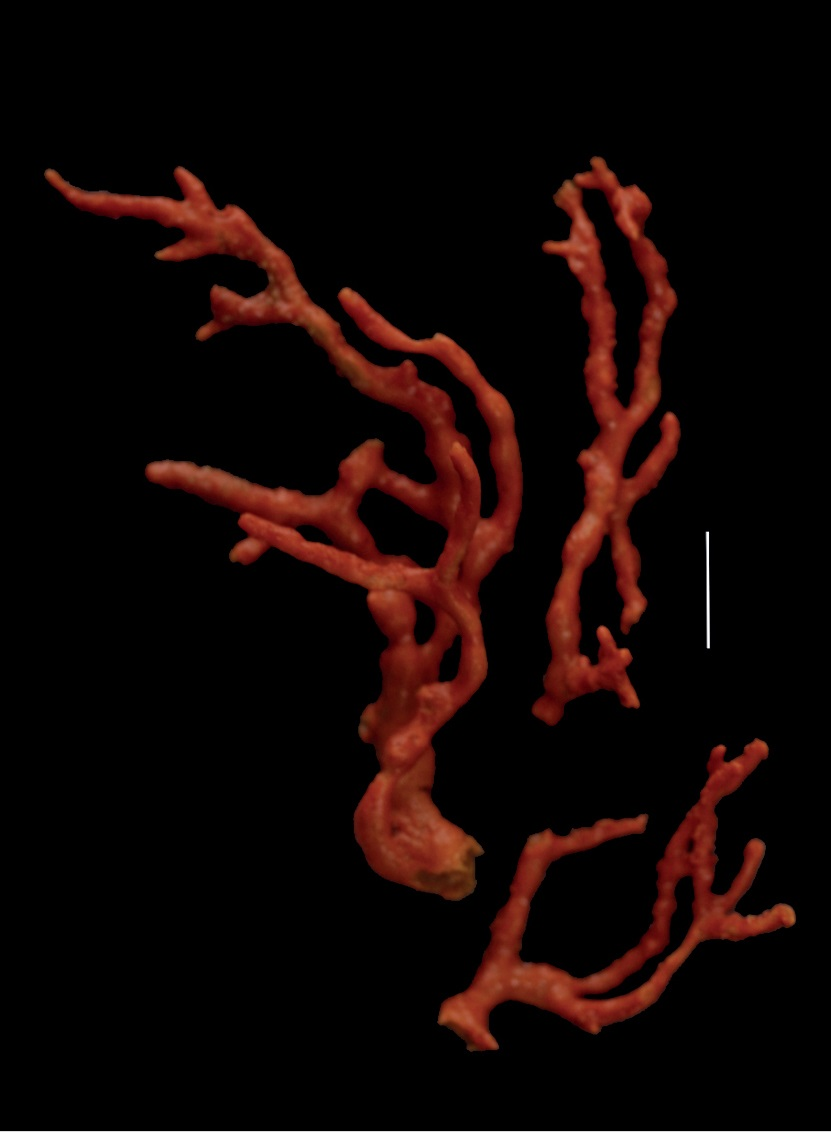
Melithaea mutsu
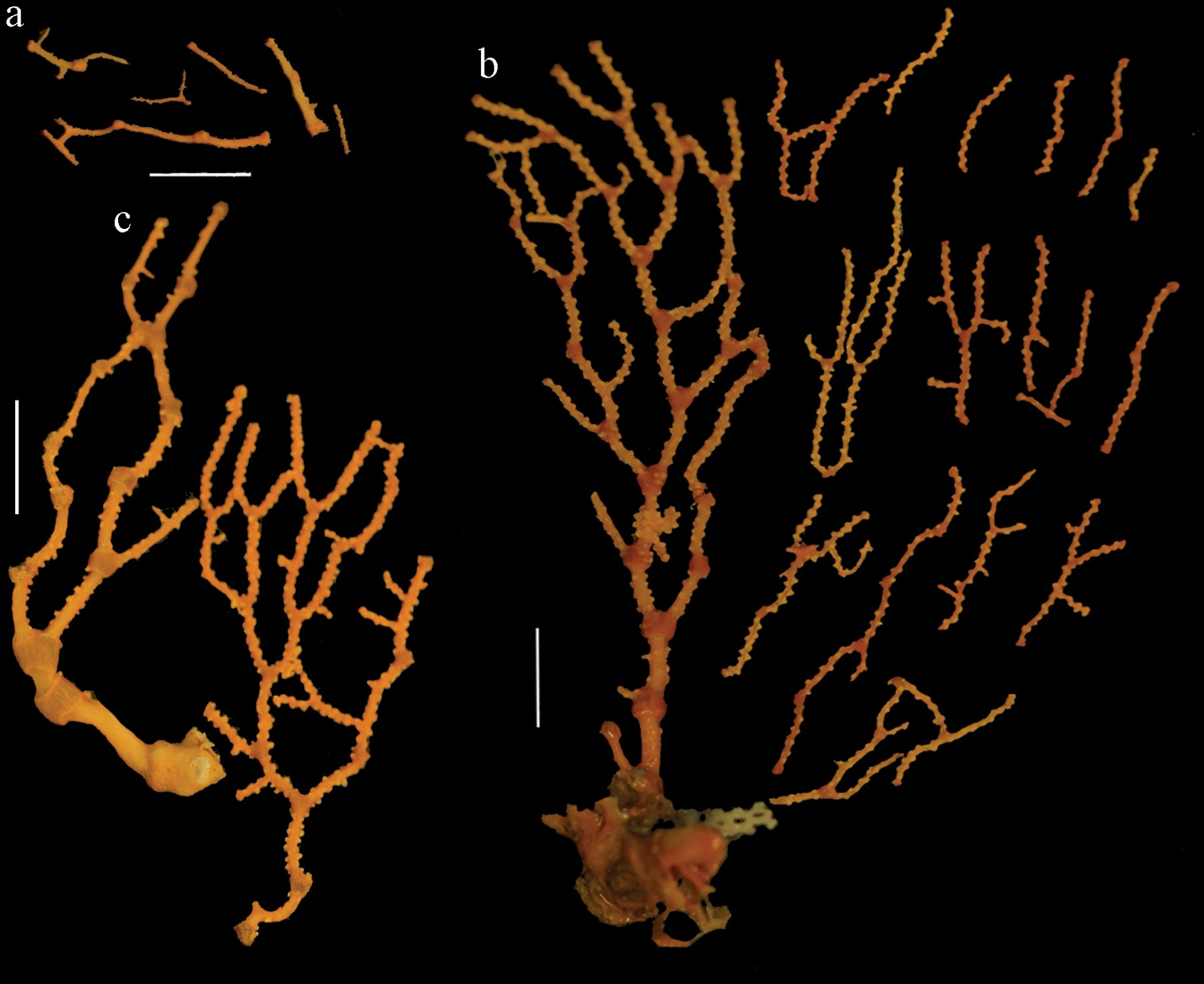
Melithaea nodosa
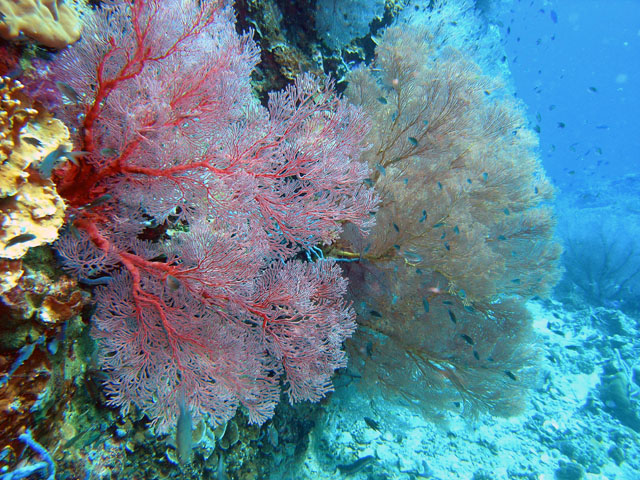
Melithaea ochracea
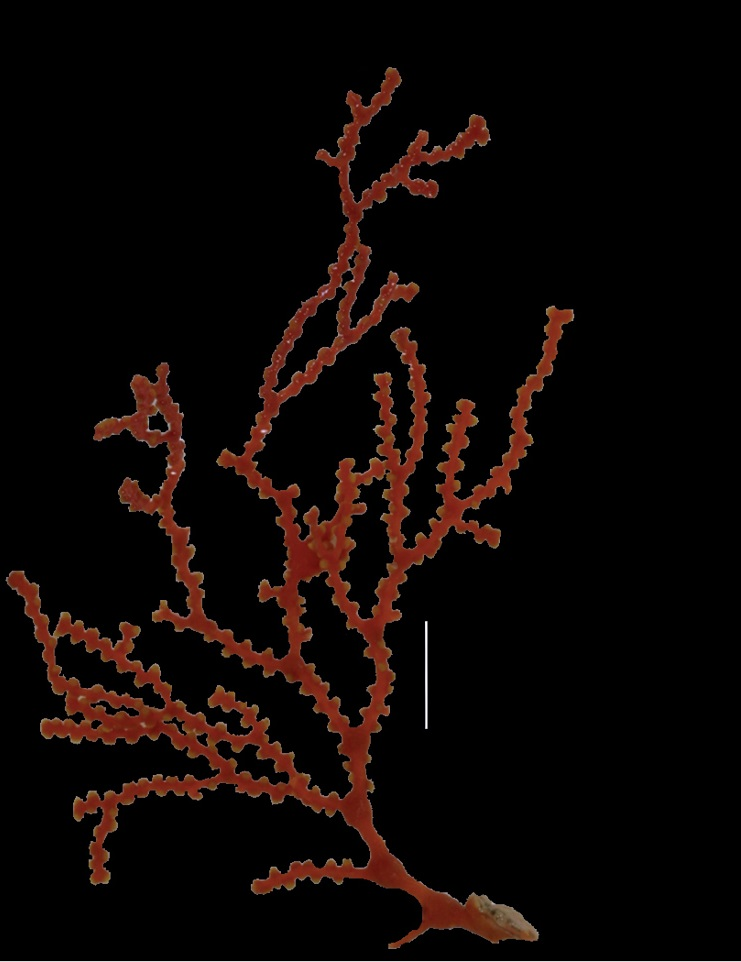
Melithaea oyeni
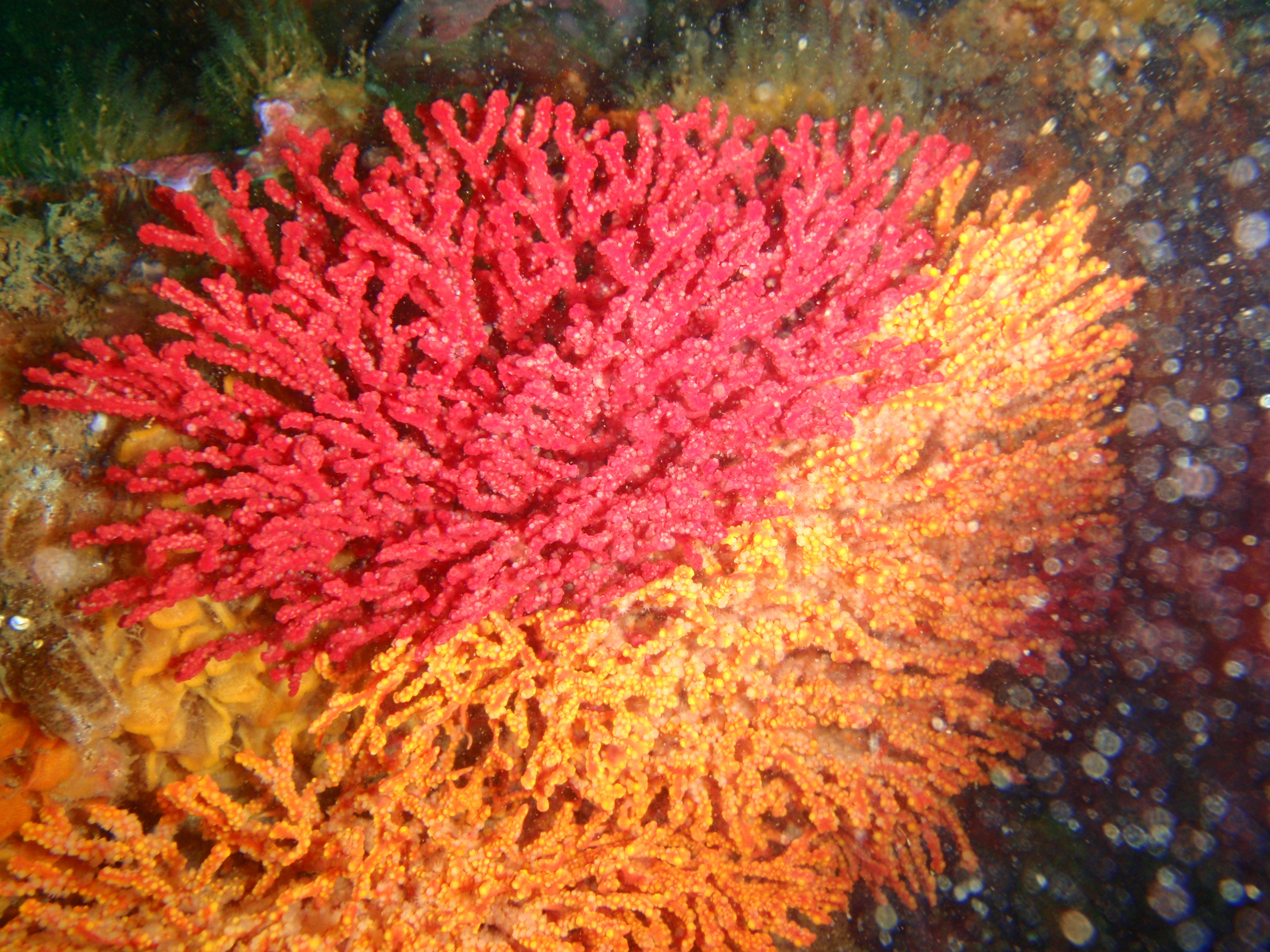
Melithaea rubra
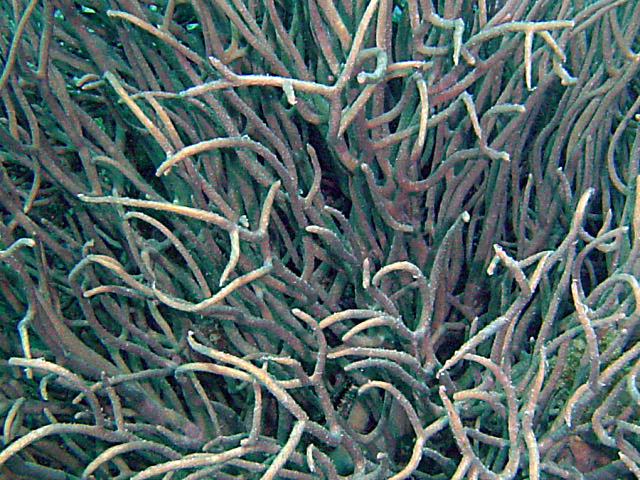
Melithaea rubrinodis
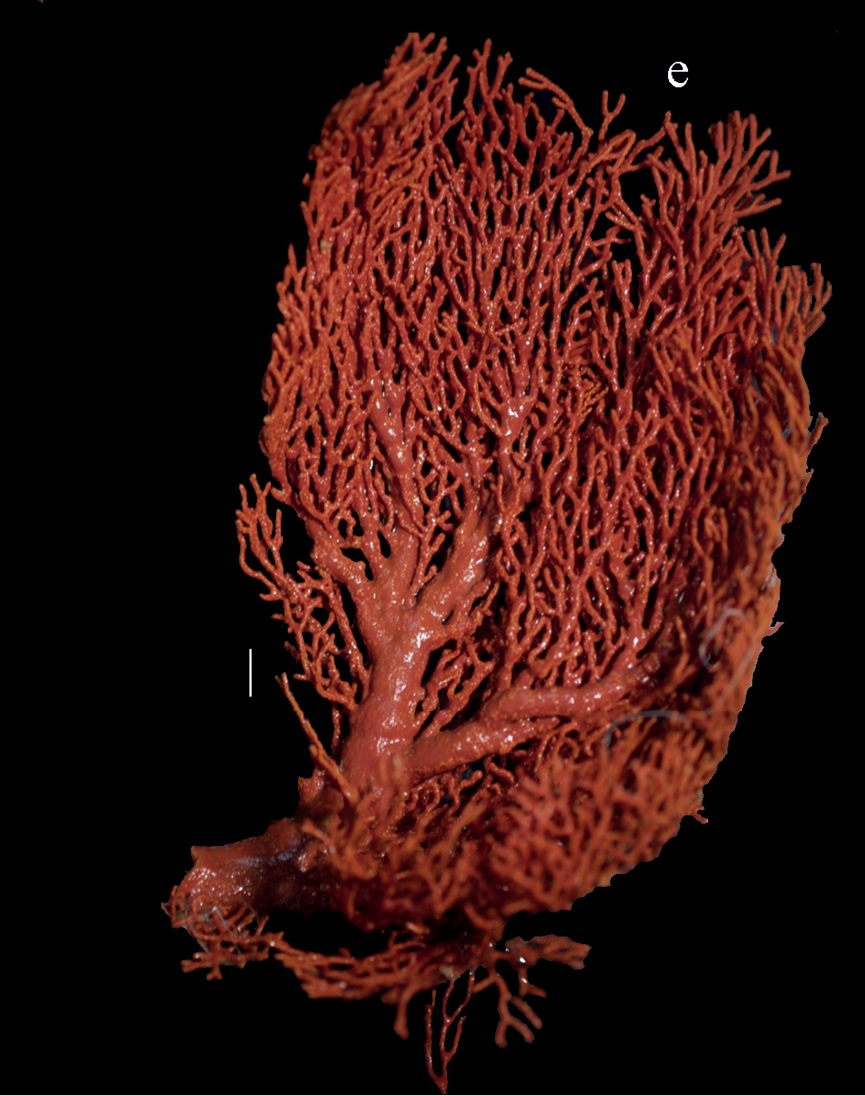
Melithaea ryukyuensis
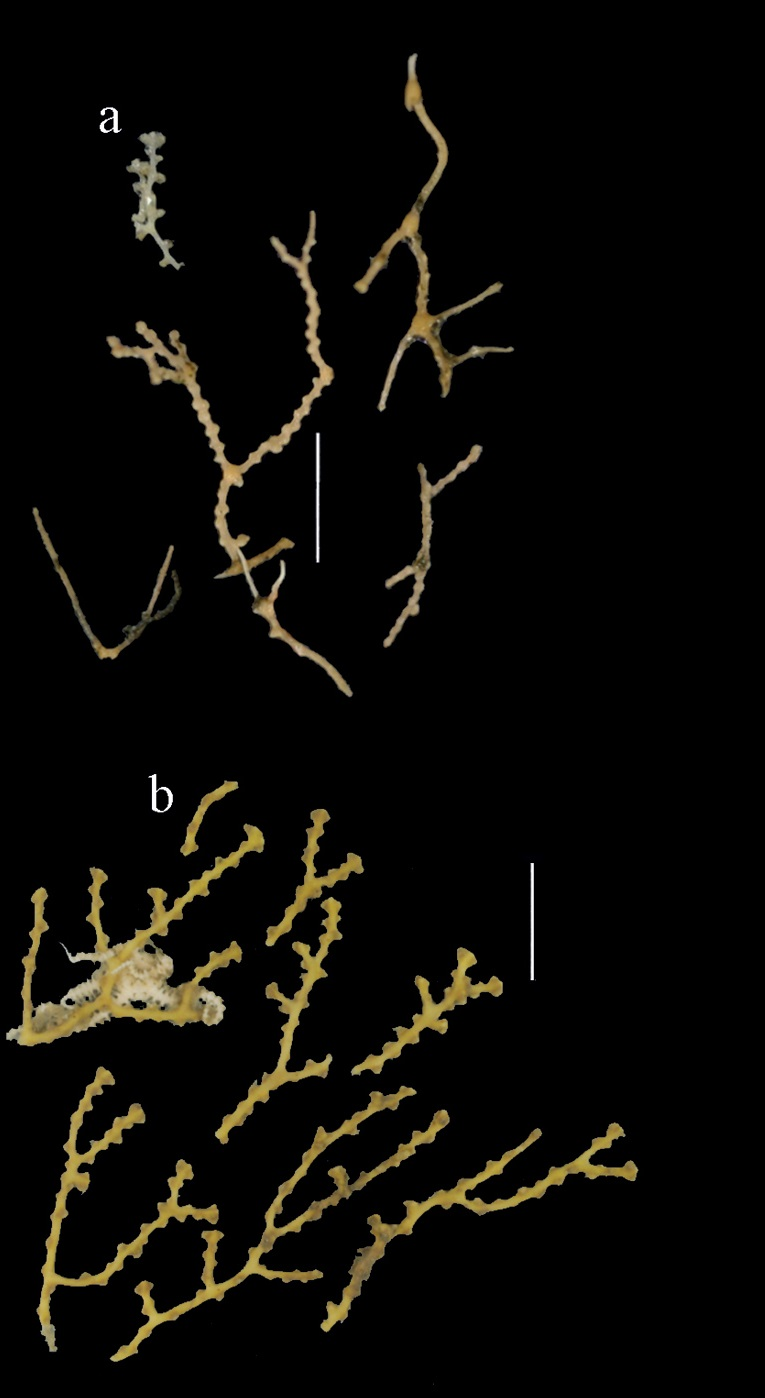
Melithaea sagamiensis
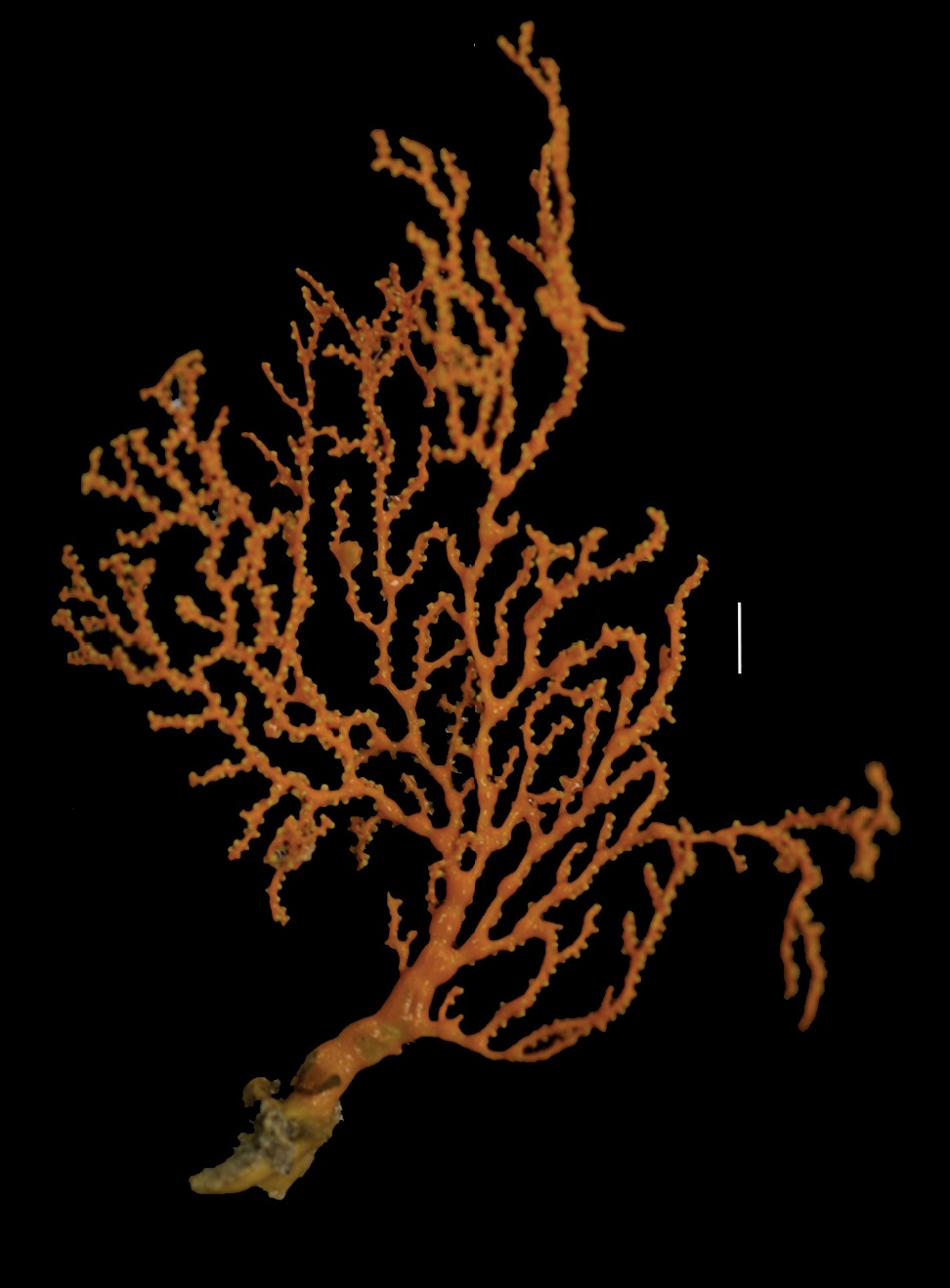
Melithaea satsumaensis
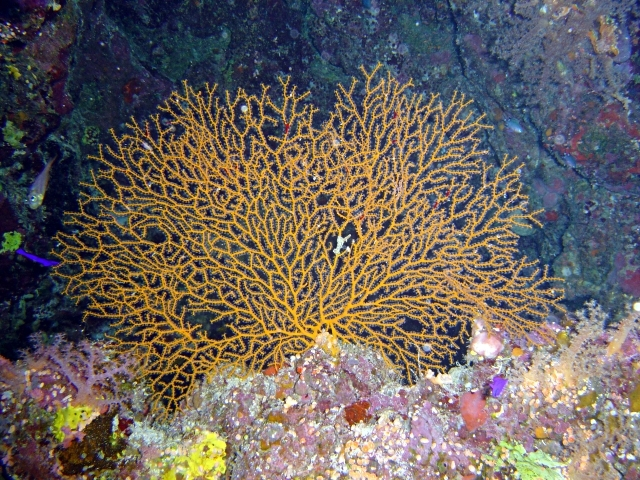
Melithaea sinaica
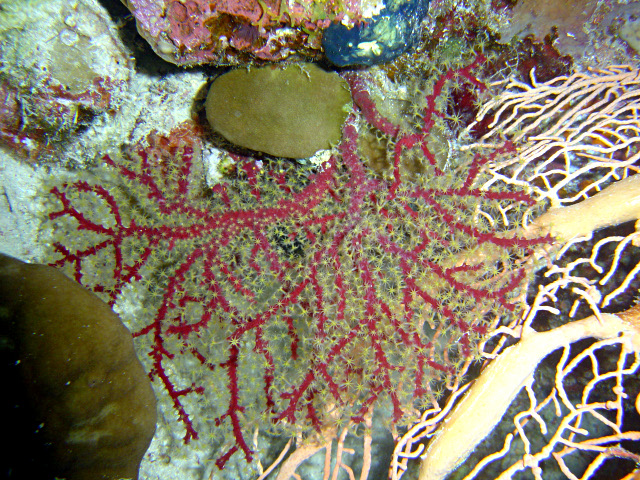
Melithaea splendens
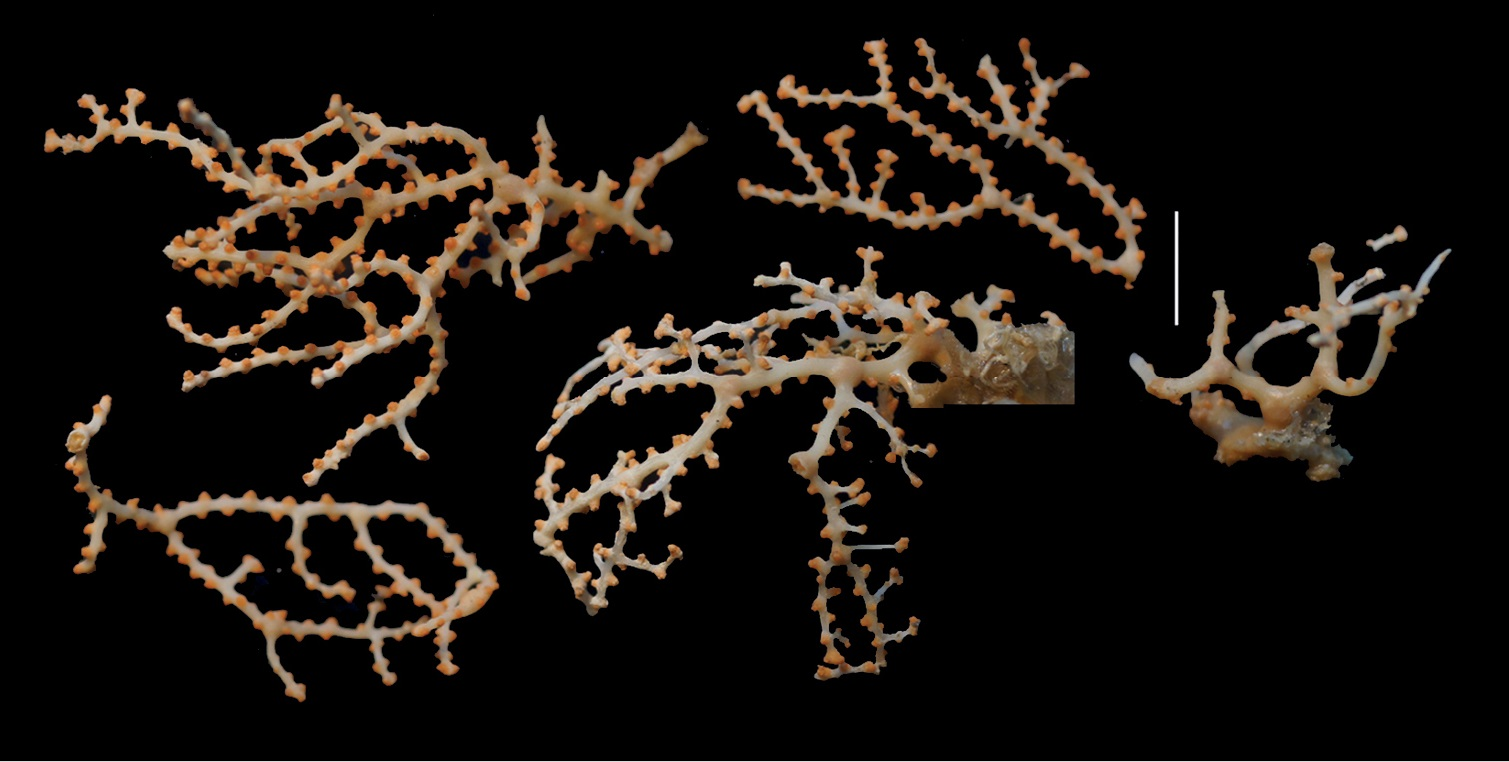
Melithaea suensoni
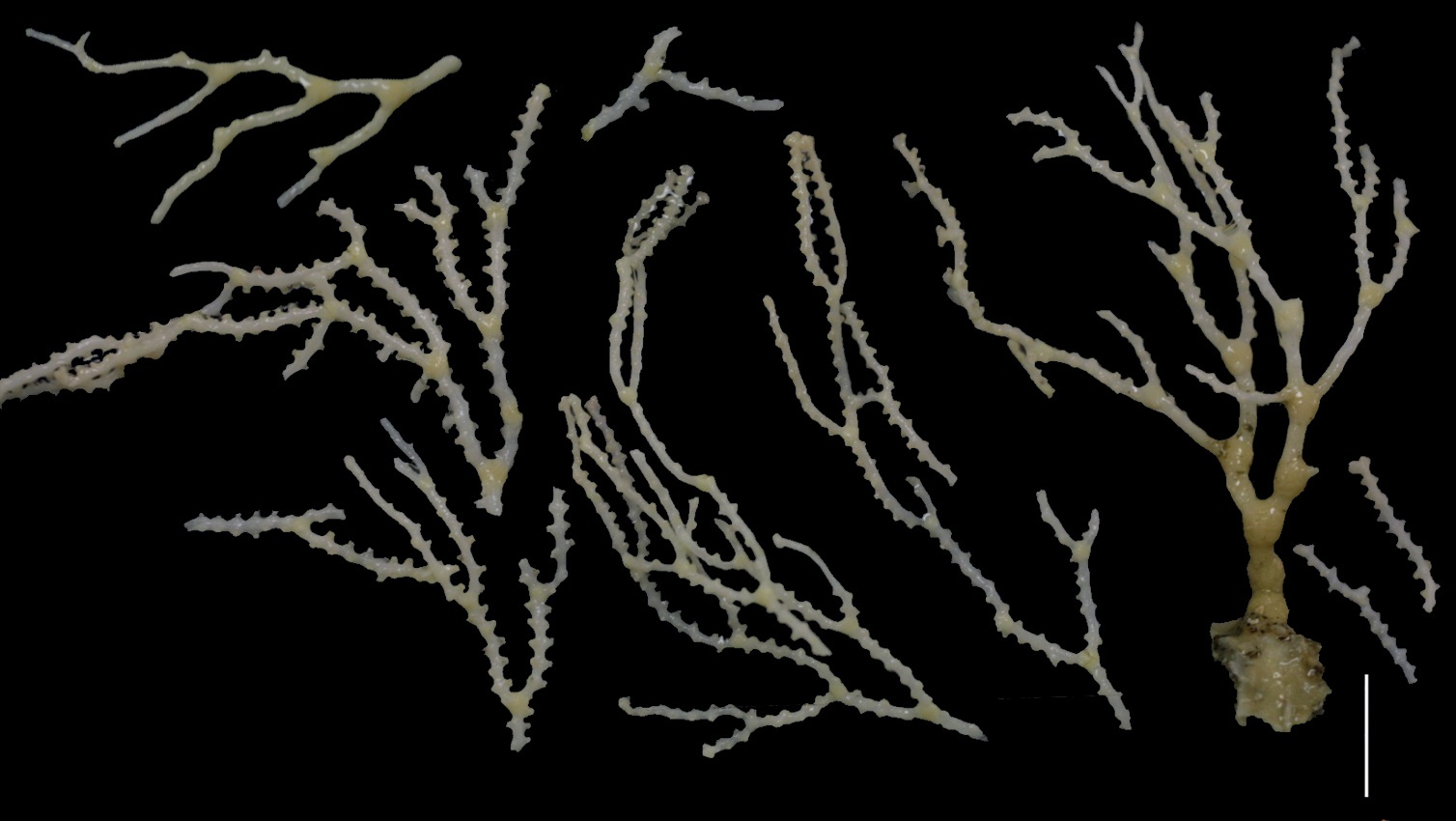
Melithaea tanseii
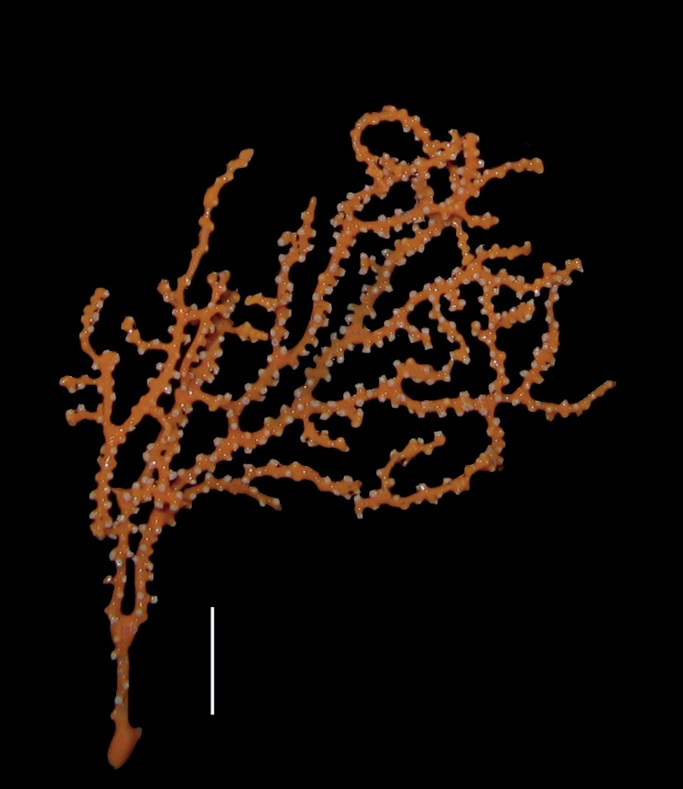
Melithaea tenuis
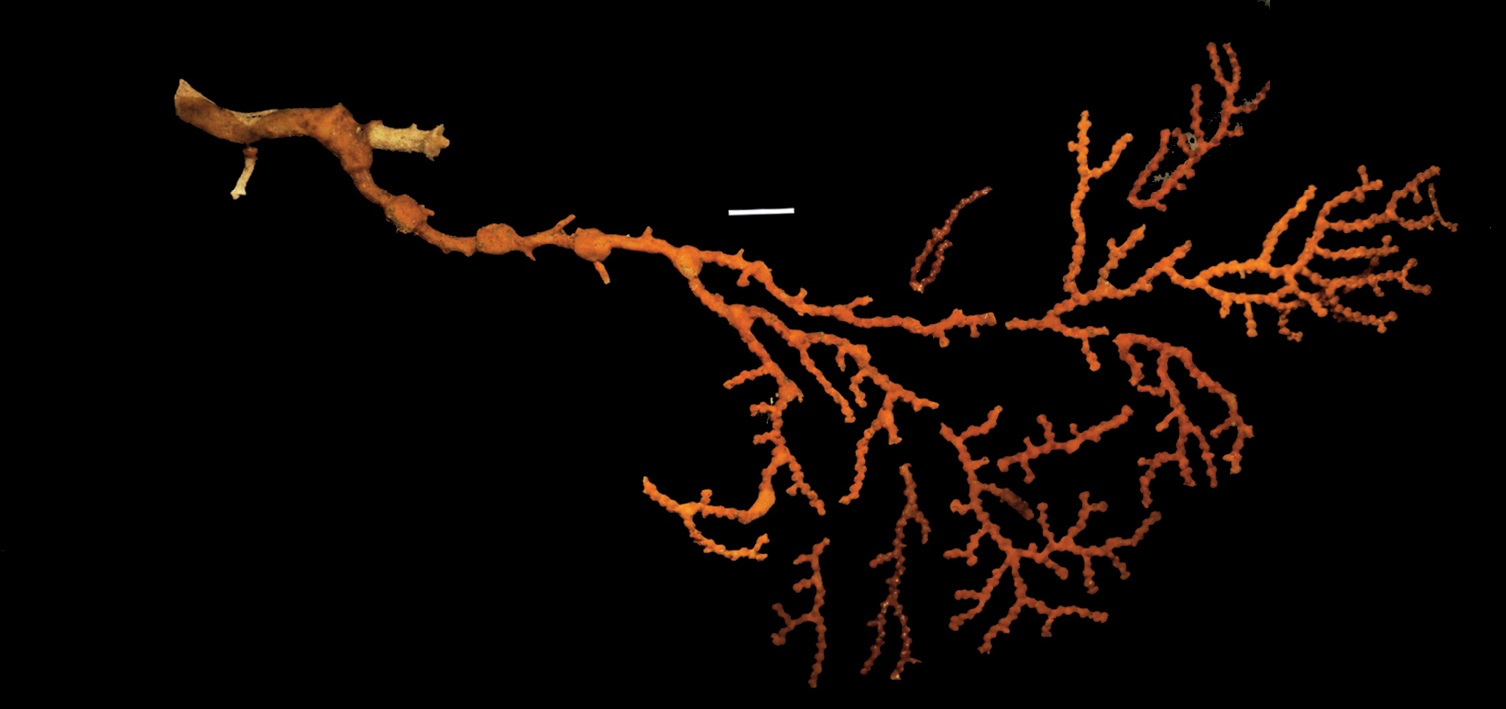
Melithaea tokaraensis
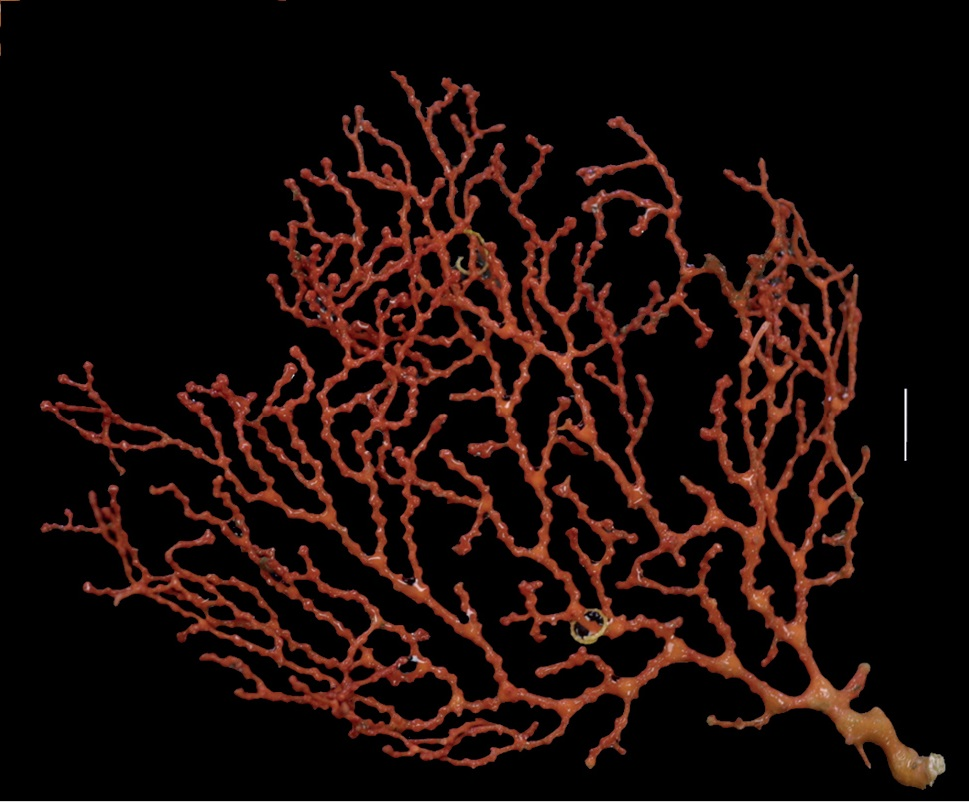
Melithaea undulata
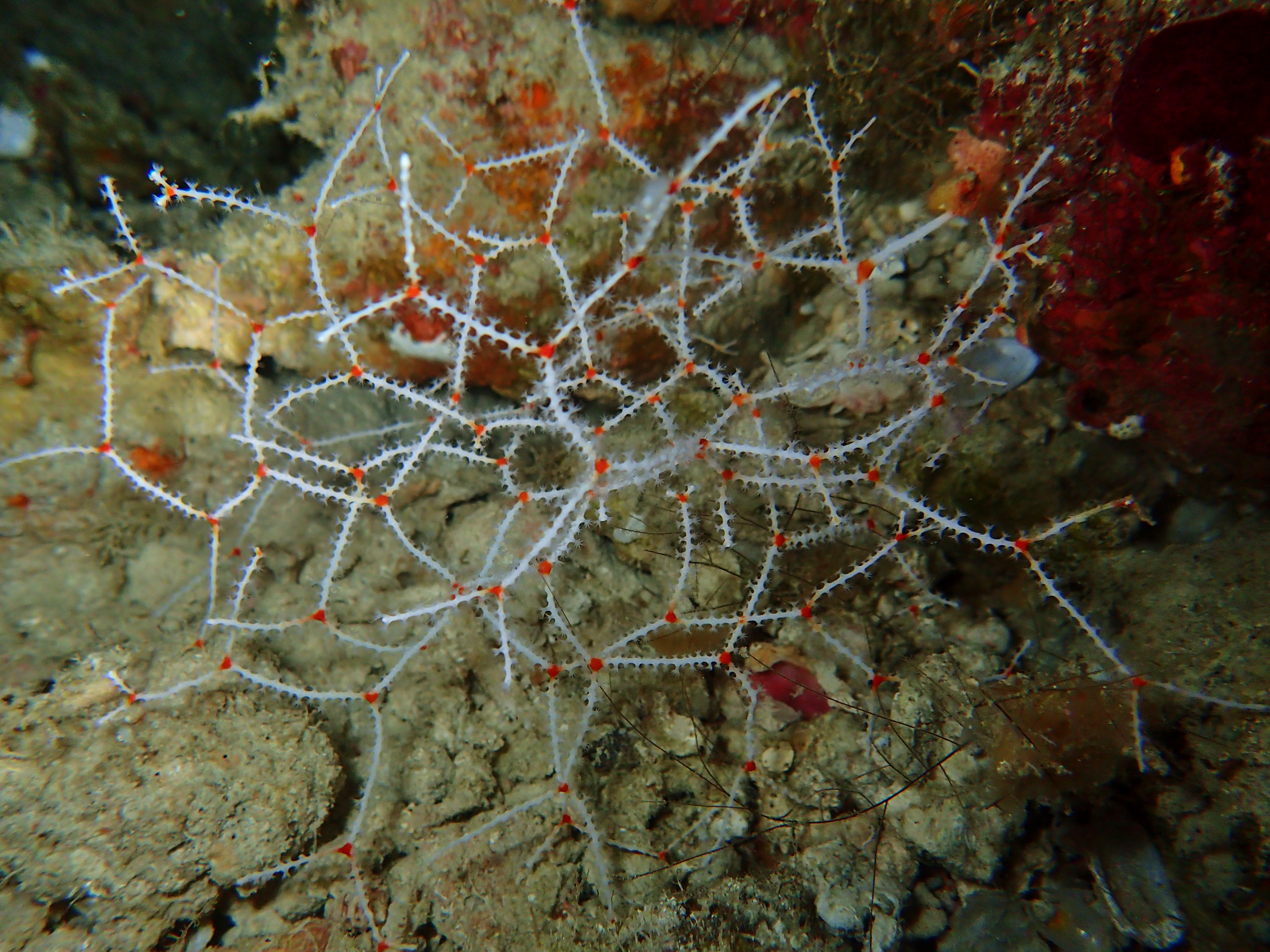
Melithaea variabilis
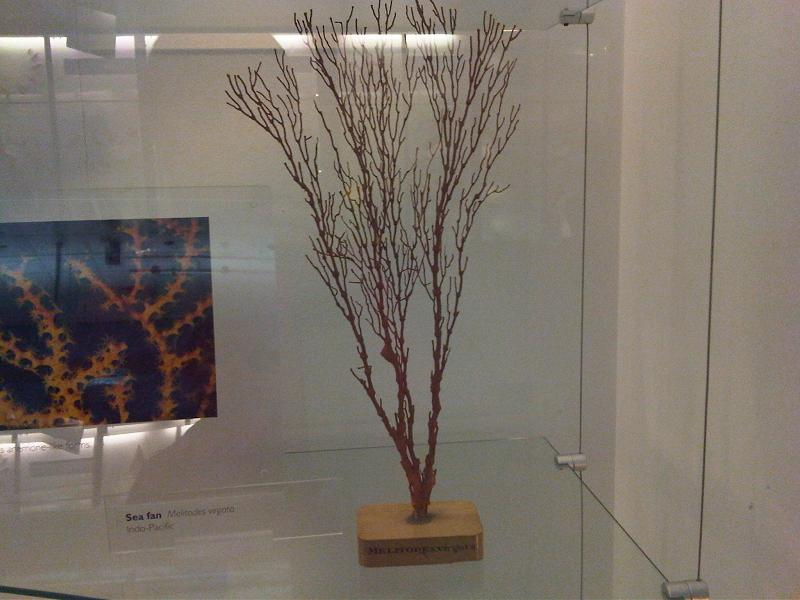
Melithaea virgata

## Morfología

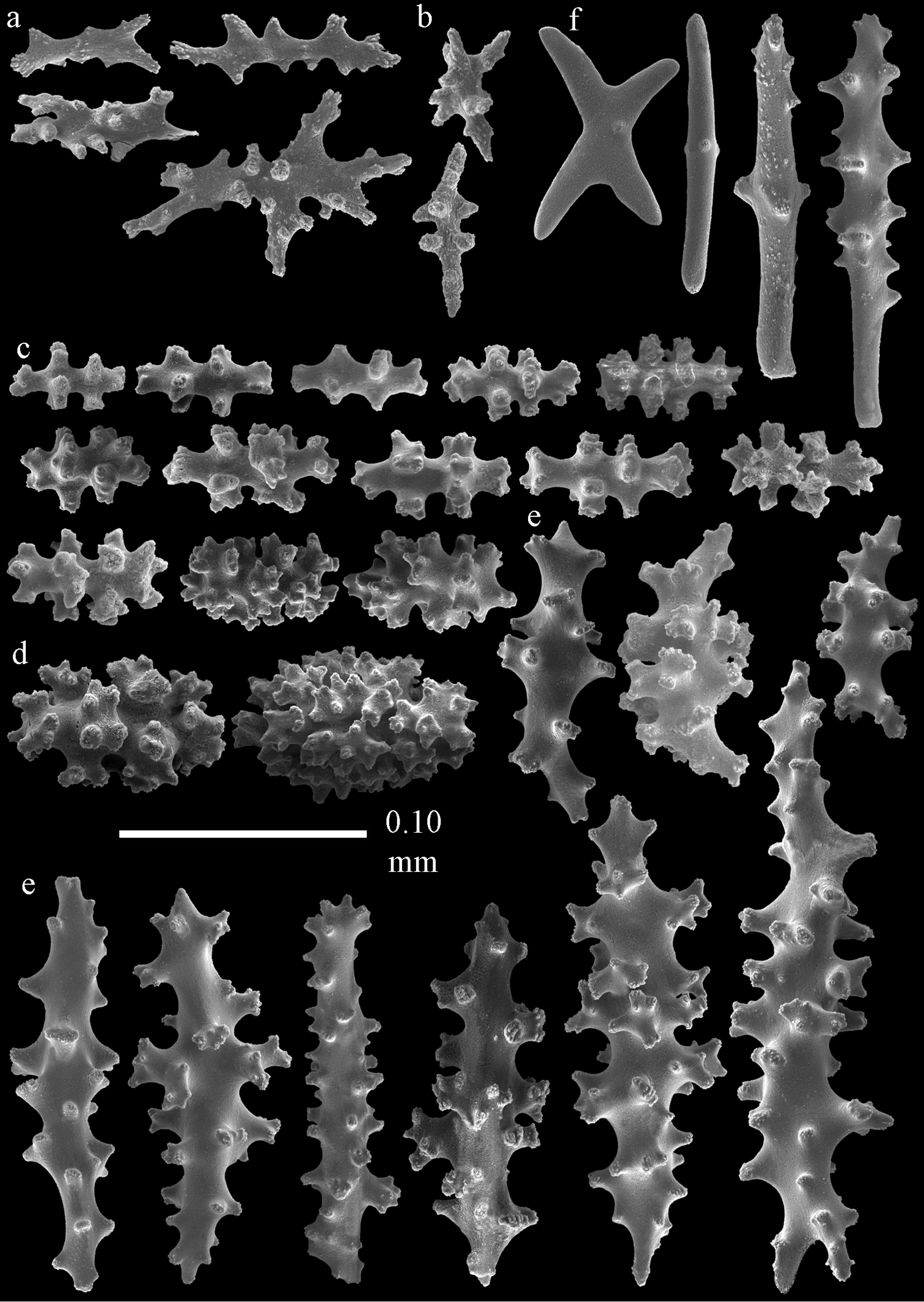
Escleritas de Melithaea arborea, a: escleritas de tentáculo, b: bastones de faringe, c: cabrestantes, d: esferoides, e: husos, f: bastones del axis.

Su estructura es ramificada, pudiendo ser en forma de abanico o arbustiva, mediante la disposición de varios abanicos en paralelo. El esqueleto es articulado, conformado por entrenudos de escleritas calcáreas fusionadas, y nudos flexibles compuestos también de gorgonina, para proporcionarles esa cualidad. Las ramas son dicótomas, pero no se anastomosan entre sí. El eje, o axis, tiene una cámara central con una red de filamentos orgánicos, frecuentemente mineralizados. Tanto él, como las ramas del esqueleto colonial contienen espículas de calcita.
La estructura esquelética está recubierta por una masa carnosa (cenénquima), o tejido común generado por ellos, de donde salen los pólipos de 8 tentáculos, que son totalmente retráctiles, y que sobresalen de la superficie del cenénquima.  Tanto el cenénquima, como el tejido de los pólipos, tienen escleritas calcáreas. Las colonias alcanzan los 2 metros de altura.
El color del cenénquima que recubre el esqueleto puede ser púrpura, blanco, amarillo, naranja, rojo o marrón, en ocasiones bicolor. Los pólipos contrastan en color, con frecuencia, con el del cenénquima de la colonia, siendo mayoritariamente blancos o amarillos.

## Hábitat y distribución
Suelen habitar en arrecifes, en aguas tropicales soleadas, como en profundas aguas templadas, con su base enterrada en el sedimento, en suelos arenosos o grietas de rocas. Preferentemente en arrecifes externos y profundos.
Su rango de profundidad está entre 0,5 y 247 m, y el de temperaturas entre 13.15 y 28.23 °C.
Se distribuyen en el océano Indo-Pacífico, desde las costas orientales africanas, hasta Kiribati en el Pacífico este, desde Japón al norte y Australia al sur.

## Alimentación
Al carecer de algas simbióticas zooxantelas, se alimentan de las presas de microplancton que capturan con sus minúsculos tentáculos, así como de materia orgánica disuelta que obtienen del agua.

## Reproducción
En la reproducción sexual, la fecundación suele ser externa, no obstante, algunas especies mantienen el óvulo en su interior (cavidad gastrovascular) y es allí donde son fecundados. Los huevos una vez en el exterior, permanecen a la deriva arrastrados por las corrientes varios días, más tarde se forma una larva plánula que, tras deambular por la columna de agua marina, se adhiere al sustrato o rocas, y comienza su metamorfosis hasta convertirse en pólipo y nuevo coral.
También se reproducen asexualmente, mediante gemación, para conformar las colonias.